# Bukaci, Odesa
Bukaci (în ucraineană Букачі) este un sat în comuna Krasnosilka din raionul Odesa, regiunea Odesa, Ucraina. Anterior a purtat denumirea Lenina.

## Demografie
Componența lingvistică a localității Bukaci
     Ucraineană (62,82%)
     Română (23,08%)
     Rusă (14,1%)
Conform recensământului din 2001, majoritatea populației localității Bukaci era vorbitoare de ucraineană (62,82%), existând în minoritate și vorbitori de română (23,08%) și rusă (14,1%).